# 코만 쿨리발리
코만 쿨리발리(Koman Coulibaly, 1970년 7월 4일~)는 말리의 축구 심판으로, 금융 감독관을 겸하고 있다.
그는 1993년에 축구 심판으로 활동하기 시작했으며, 1999년에 국제 축구 연맹으로부터 국제 심판 자격을 취득했다. 이후 2000년 4월 19일에 열린 말리와 부르키나파소의 경기에서 처음으로 국제 심판으로 활동하였다.
그는 아프리카 네이션스컵(2002년, 2004년, 2006년, 2008년, 2010년)에서 축구 심판으로 활동했으며, 2010년 FIFA 월드컵에서 슬로베니아와 미국의 조별 예선 경기의 주심을 맡았다. 그러나 그는 슬로베니아와 미국의 2010년 FIFA 월드컵 조별 예선 경기에서 미국의 모리스 에두 선수가 후반 40분에 득점한 것을 파울로 선언해 오심 논란에 휩싸이기도 했다.